# Ruslan Codreanu
Ruslan Codreanu (n. 15 octombrie 1980) este figură publică din Republica Moldova. În perioada 2004-2008 a ocupat diferite funcții în cadrul Ministerului Economiei și Comerțului. A lucrat la cancelaria de stat a guvernului Republicii Moldova în perioada 2008-2015. În 2015 este ales consilier municipal în Chișinău. În noiembrie 2017 este numit viceprimar pe domeniul social al municipiului Chișinău. Pe 25 aprilie 2018 preia interimatul funcției de primar în Chișinău până la data de 04 iulie 2019.

## Biografia
- [2013 - 2014] Hertie School Of Governance, Berlin, Germania; Diplomă de Master executiv în Management Public;
- [1998 - 2002] Universitatea "Babeș-Bolyai", Cluj-Napoca, România; Diplomă de Licență în Istoria și economia Uniunii Europene;

Experiența prefesională:
- [Iulie 2015 - noiembrie 2017] Consiliul municipal; Consilier municipal, președintele fracțiunii PPEM;
- [Martie 2015 - prezent] Institutul pentru Politici și Reforme  Europene, IPRE; Moderator reformarea sistemului public; Expert în reforma Primăria municipiului Chișinău;
- [Martie 2008 - martie 2015] Cancelaria de Stat a Guvernului Republicii Moldova; Șef al Direcției generale coordonarea politicilor, a asistenței externe și reforma administrației publice centrale, din ianuarie 2013;
- [Martie 2004 - martie 2008] Ministerul Economiei și Comerțului a Republicii Moldova; Șef al Direcției ajustări economice în procesul de integrare europeană (2007-2008);
- [2006-2007] Șef-adjunct al Direcției ajustări economice în procesul de integrare europeană;
- [2005-2006] Specialist principal în Direcția ajustări economice în procesul de integrare europeană; Specialist în Direcția ajustări economice în procesul de integrare europeană;

Stagii și conferințe profesionale:
- Seminarul Internațional „Managementul contemporan în administrația publică", Ierusalim, Israel;
- Program de Instruire „Regional Center for Public Administration Reform for Network Members", Turin, Italia;
- Seminar Internațional „Reforma Administrației Publice Centrale", Berlin, Germania;
- Program de Instruire „Leadership și management", Londra, Marea Britanie;
- Curs „National Development Planning-Experiences, Technical and Practical Challenges", Riga, Letonia.

În conformitate cu atribuțiile de serviciu a reprezentat Guvernul Republicii Moldova cu rapoarte de țară la următoarele conferințe internaționale:
- Conferința internațională privind implementarea Obiectivelor de Dezvoltare ale Mileniului. Raport de țară pe marginea celui de-al 6-lea Obiectiv (Sănătate). Februarie 2013, Bogota, Columbia;
- Conferința internațională privind implementarea Obiectivelor de Dezvoltare ale Mileniului. 2014, Washington D.C., SUA.

Publicații:
- "Societatea civilă și lupta împotriva corupției: Promovarea politicilor eficiente de combatere a corupției prin reformarea sectorului public și a autorităților de aplicare a legii " (varianta engl.)[5]
- "Analiza tematică privind procesul de implementare a angajamentelor Republicii Moldova în domeniul Agriculturii și Dezvoltării Rurale în conformitate cu Acordului de Asociere RM-UE (octombrie 2014 - martie 2016)"[6]